# Job: A Masque for Dancing

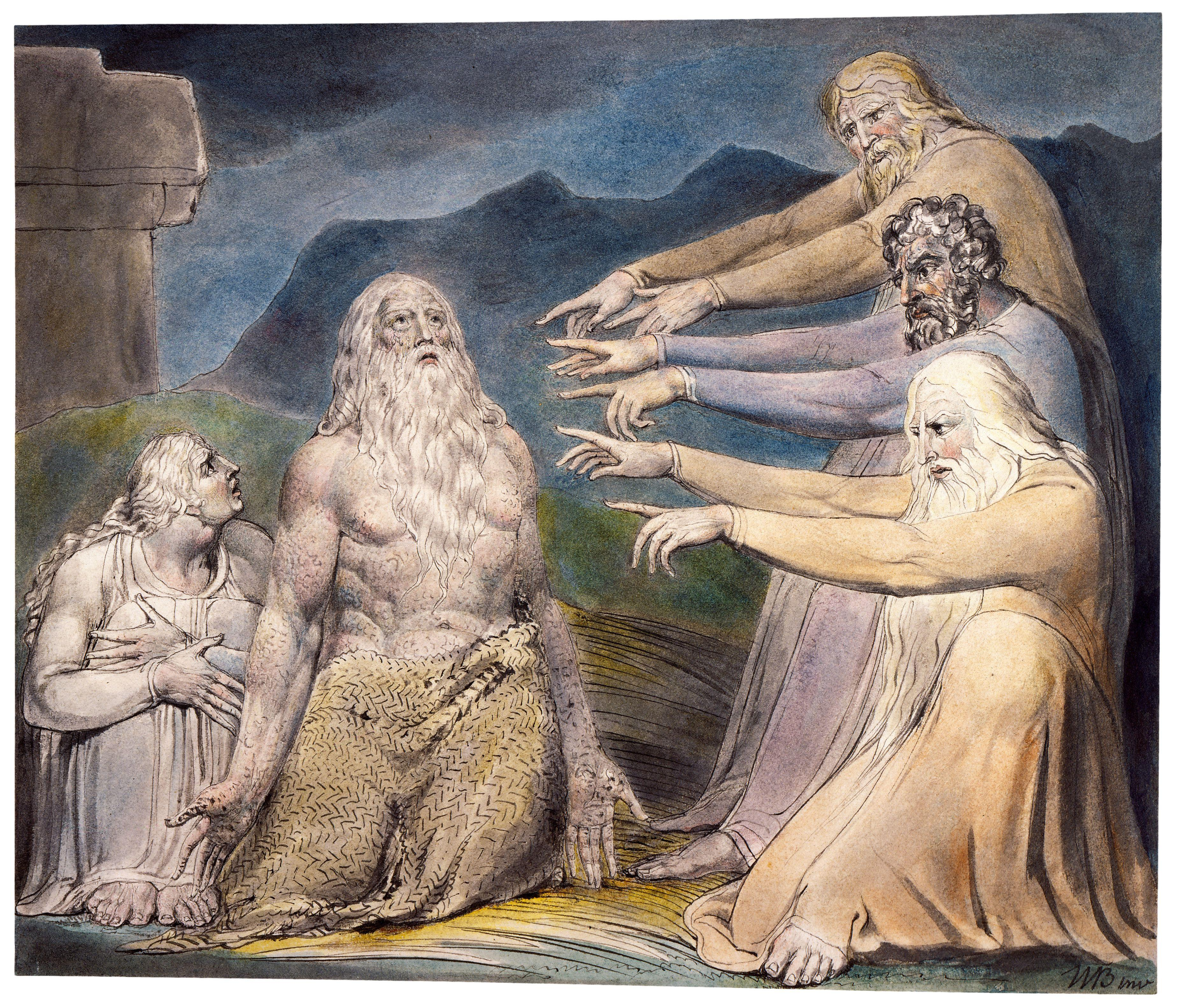
Job Rebuked by his friends.(Job réprimandé par ses amis)1805-06 Williams Blake.

Job: A Masque for dancing est une suite orchestrale composée en 1927 par Vaughan Williams à l'occasion du centenaire de la mort de William Blake et dont l'ouvrage Illustrations du Livre de Job a inspiré le compositeur. Écrite à la suite du refus de Serge Diaghilev de créer un ballet sur cette idée, cette suite pour grand orchestre fut par la suite réorchestrée pour petit orchestre par Constant Lambert pour servir de musique de ballet. Le masque est un genre théâtral populaire aux XVIe et XVIIe siècles en Angleterre. La suite de concert fut créée le 23 octobre 1930 par Vaughan Williams au festival de Norwich, et la musique de ballet le 5 juillet 1931 au Cambridge Theatre de Londres avec le Vic-Wells Ballet sur une chorégraphie de Ninette de Valois. 

## Structure
1 Sarabande of the Sons of God
- Introduction
- Pastoral dance
- Satan's appeal to God
- Sarabande of the Sons of God

2 Satan's dance of triumph
- Satan's dance

3 Minuet of the Sons of Job and their wives
- Minuet of the sons and daughters of Job

4 Job's dream
- dance of plague, pestilence, famine and battle

5 Dance of the three messengers
- Dance of the three messengers

6 Dance of Job's comforters
- Dance of Job's comforters
- Job's curse
- A vision of Satan

7 Elihu's dance of youth and beauty
- Elihu's dance of youth and beauty
- Pavane of the heavenly host

8 Pavane of the sons of the morning
- Galliard of the sons of the morning
- Altar dance and heavenly pavane

- Durée d'exécution: quarante cinq minutes